# 鬼修女
是一部2018年美國超自然恐怖電影，由柯林·哈迪執導，溫子仁與彼得·沙佛朗共同監製。本片為2016年電影《厲陰宅2》的衍生電影，同時也是厲陰宅宇宙的第三部衍生作品。由泰莎·法蜜嘉、德米安·畢齊、夏洛特·荷蒲和邦妮·艾倫斯主演。
電影定於2018年9月7日在美國上映。

## 劇情
1952年，在羅馬尼亞一間與世隔絕的卡拉塔修道院中，一個年輕的修女自殺了，梵蒂岡派出一名藏有悲慘過去的神父和一名剛入教的初學修女來調查這起神秘死亡事件，他們一步一步嘗試揭開這個教團的邪惡祕密，卻遭到瓦拉克的攻擊和誘惑，神父被瓦拉克封進棺材並埋進墓地，最後被修女救回，並在書中找到瓦拉克的線索。之後修女被瓦拉克弄得迷失，但亦從中受到了天主的指引，卡拉塔修道院是由一個熟悉邪術和擁有豐富魔鬼知識的卡拉爵士建立的，在他召喚魔鬼期間，教會的人和十字軍趕到並阻止，他們用耶穌基督的血把魔鬼封印，之後那裡就變成卡拉塔修道院。在二战時被蘇聯轟炸機炸毀了修道院而解開了封印，於是瓦拉克又重新出現。
神父、修女和一個法裔加拿大人受瑪麗亞的指引，找出被收藏的聖血。修女被瓦拉克抓住，她在嘴中含着聖血，並把本應裝著血的聖球交給瓦拉克，瓦拉克發現聖球是空的時候，修女立刻用口中的耶穌聖血噴到瓦拉克的臉上再次封印瓦拉克，誰知在打鬥中瓦拉克把部分的靈魂附在那位法裔加拿大人身上，令他可以自由在人間來回。
20年後，在魔鬼學講座上，艾德與蘿琳以小法被附身的狀況作解說，也是一切的開端。

## 演員
- 泰莎·法蜜嘉 飾演 艾琳修女[4]
- 德米安·畢齊 飾演 伯克神父[5]
- 邦妮·艾倫斯 飾演 鬼修女「瓦拉克」[6]
- 夏洛特·荷蒲（英语：Charlotte Hope） 飾演 維多利亞修女[7]
- 英格麗·畢蘇（英语：Ingrid Bisu） 飾演 歐安娜修女[8]
- 喬納斯·布洛凱（英语：Jonas Bloquet） 飾演 法裔加拿大人，本名莫里斯[9]
- 強納森・科恩（英语：Jonny Coyne） 飾演 葛雷格洛

## 製作
2016年6月15日，華納兄弟、新線影業宣布將推出《厲陰宅2》的衍生電影《鬼修女》，並由大衛·萊斯利·強森-麥古德瑞克擔任編劇，溫子仁與彼得·沙佛朗共同監製。2017年2月17日，宣布由柯林·哈迪執導，蓋瑞·道柏曼與溫子仁撰寫劇本。

### 拍攝
正式拍攝於2017年5月3日在羅馬尼亞布加勒斯特進行。電影亦在胡內多阿拉的科文城堡等地進行拍攝。

## 發行
電影定於2018年9月7日於美國上映，由華納兄弟發行。

### 評價
爛番茄根據205條評論，持有24%的新鮮度，平均得分4.4／10。在Metacritic上，電影獲得了51分。

### 票房
台灣方面，首週四天票房為新台幣5894萬元；次週票房累計至新台幣9406萬元；第三週票房累計至新台幣1.05億元；第四週票房累計至新台幣1.11億元；最終全台票房為新台幣1.12億元。
| 上一届： 《瘋狂亞洲富豪》 | 2018年美國週末票房冠軍 第36週 | 下一届： 《終極戰士：掠奪者》 |
| 上一届： 《私刑教育2》    | 2018年台北週末票房冠軍 第36週 | 下一届： 《終極戰士：掠奪者》 |

## 續集
2017年8月12日，溫子仁透露，如果能推出續集的話，那《鬼修女2》將會探討如何與《厲陰宅》系列作連結。2022年4月，華納兄弟於2022年電影博覽上正式宣布該片為即將上映的電影之一。同月，宣布電影將由麥可·查維斯執導。電影於2023年9月上映。